# Melanozosteria subbifasciata
Melanozosteria subbifasciata es una especie de cucaracha terrestre del género Melanozosteria, tribu Polyzosteriini, subfamilia Polyzosteriinae. Fue descrita científicamente por Tepper en 1893.

## Distribución
Se distribuye por Oceanía: Australia (Australia Occidental, Territorio del Norte).